# 名古屋市道高速2号
名古屋市道高速2号（なごやしどうこうそく2ごう）は、名古屋高速道路の北区大我麻町 - 緑区大高町（現・名古屋高速3号大高線、名古屋高速都心環状線、名古屋高速1号楠線の一部）の区間の道路。
供用年月は、平成3年3月。